# Ян Скшетуський
Ян Скшетуський (пол. Jan Skrzetuski) гербу Яструбець — головний персонаж роману Генріка Сенкевича «Вогнем і мечем», а в інших частинах трилогії є другорядним чи епізодичним героєм. Персонаж ґрунтується на історичній постаті Миколая Скшетуського.
У фільмі «Вогнем і мечем» Єже Гофмана його зіграв Міхал Жебровський.

## Історія постаті у романі
Намісник (пізніше поручник), корогви князя Яреми Вишневецького. Улюбленець та однодумець князя, який визнавав у ньому найбільш військовий і політичний авторитет. Герой Збаражу, Скшетуський спромігся віднести повідомлення королю про трагічну ситуацію оборони замку. Врятував від погибелі Богдана Хмельницького. Закохався в Олену Курцевич, попросив її руки у опікунки Олени (княгині Курцевич). На шлюб з нею також претендував Богун. На основі цього любовного «трикутника» розгортається основна сюжетна лінія роману. Відважний, упевнений у собі (авантюра у корчмі — викинув через двері Чаплинського). Гордий, чесний, глибоко релігійний, в ім'я віри готовий змиритися зі своєю долею.
Скшетуський — це ідеал лицаря, християнина, для якого служба Батьківщині, слава є цінніші над власним життя.